# Адамське сільське поселення
Ада́мське сільське поселення — колишнє муніципальне утворення у складі Глазовського району Удмуртії, Росія. Адміністративний центр — селище Дом отдиха Чепца.
Площа поселення становить 68,4 км², з яких сільськогосподарські угіддя займають 40,8 км², ліс 10,1 км².
Населення — 1798 осіб (2015; 1750 в 2012, 1734 в 2010).
В поселенні діють школа та 2 садочки, бібліотека, будинок культури, 2 ФАПи. Працює 9 магазинів, серед підприємств — Адамське відділення ТОВ «Чепца». Поселення відоме своїми рекреаційними ресурсами — БВ «Чепца», профілакторій ВАТ «Чепецький механічний завод», оздоровчий табір «Зірочка», бази відпочинку «Лісова», «Прогрес» та «Сосни», спортивний табір, дитяча дача «Іскра», лижна база, готельний комплекс «Вірменія».
Голови:
- 2006–2011 Растєгаєв Костянтин Сергійович
- з 2011 — Растєгаєв Костянтин Сергійович

Законом Удмуртської Республіки від 29.04.2021 № 38-РЗ ліквідовано через перетворення муніципального району на муніципальний округ.

## Склад
До складу поселення входять такі населені пункти:
| Населений пункт          | Населення, осіб (2010) | Населення, осіб (2012) |
| ------------------------ | ---------------------- | ---------------------- |
| Адам, присілок           | 799                    | 814                    |
| Вес'якар, присілок       | 1                      | 1                      |
| Дом отдиха Чепца, селище | 711                    | 694                    |
| Заболотне, присілок      | 29                     | 34                     |
| Кельдиково, присілок     | 18                     | 24                     |
| Полом, присілок          | 32                     | 30                     |
| Солдир, присілок         | 144                    | 153                    |